# Harmatlégyfélék
A harmatlégyfélék vagy másképpen muslicák (Drosophilidea) a fejlett szárnyas rovarok (Endopterygota) közé sorolt kétszárnyúak (Diptera) rendjében a homlokréses legyek (Schizophora) alrendágának egy rendkívül diverz elterjedésű, kozmopolita családja két alcsaláddal, összesen mintegy 70 nemmel.
A görög eredetű „Drosophila” név eredeti jelentése: harmatkedvelő; magyar tudományos neve e kevéssé helytálló név fordítása.

## Származása, elterjedése
Rendkívül kozmopolita; minden lakott kontinensen előfordul. Magyarországon kb. 60 faja él.

## Megjelenése, felépítése
Kis termetű legyek, hosszuk 1–6 mm. Szemük piros, szívókájuk rövid, csápjuk megtört, a 3. íz erősen lefelé hajlik. Fejük elkeskenyedik és lefelé hajlik. A potrohszelvényeken kisebb-nagyobb mászódudorok vannak.
Lárváik nyúltak.
Bár immunrendszerük nem olyan fejlett, mint a gerinceseké, vérsejtjeik különböző funkciókat látnak el. Egyesek képesek bekebelezni a baktériumokat, más vérsejtek pedig körülölelik a nagyobb támadókat — például egy apró fürkészdarázs légyfélék lárvájában kifejlődő petéjét — hogy tokba zárva határolják el őket a szervezettől. A különböző funkciókat ellátó vérsejtek az immunrendszer aktiválódásának hatására képesek átalakulni, más vérsejtek funkcióját átvenni.

## Életmódjuk, élőhelyük
Nagy tömegben gyűlik össze rothadó gyümölcsön vagy erjedő folyadékon. Tömegesen fordulhatnak elő konzerv- ecet- és sörgyárakban, valamint a konyhában, vendéglátóipari egységekben és komposzthalmok környékén. Tevékenységével szennyezi az élelmiszert és zavarja a dolgozókat.
Fonalas függelékkel ellátott petéit néhány perc alatt rátojja a fedetlenül hagyott gyümölcsre, illetve a borba, sörbe, ecetbe, gyümölcsszörpbe. Egyes fajok az ürülékre is rászállnak, ezek kórokozókat vihetnek át gyümölcsre vagy más ételre.
A lárvák a bomló növényi törmeléken, gyümölcsökön, zöldségeken és gombákon fejlődnek ki.
Magyarországon leggyakoribb, legismertebb fajuk a közönséges muslica (Drosophila melanogaster).